# Robert 3. af Artois
Robert 3. af Artois (1287 – mellem 6. oktober og 20. november 1342) var adelsmand fra Artois og medlem af Huset Artois. Han var herre over Conches-en-Ouche, Domfront og Mehun-sur-Yèvre, og i 1309 modtog han som apanage grevskabet Beaumont-le-Roger som erstatning for Grevskabet Artois, som han gjorde krav på. Han var også kortvarigt jarl af Richmond i 1341 efter Johan 3., hertug af Bretagnes død.

## Liv

### Familiebaggrund
Robert var søn af Filip af Artois, herre over Conches-en-Ouche, og Blanka af Bretagne, datter af Johan 2., hertug af Bretagne. Begge var i mandslinje efterkommere af det Huset Capet. Hans far døde den 11. september 1298 af sår modtaget i Slaget ved Furnes den 20. august 1297 mod flamlænderne. Hans fars tidlige død var en indirekte årsag til striden om arveretten til Grevskabet Artois.

### Værgemål
Efter hans bedstefars, Robert 2., greve af Artois, var faldet i Slaget ved Kortrijk i 1302, arvede hans bedstefars datter, Mahaut af Artois, Grevskabet Artois efter den sædvane, at hun var hans ældste barn. Robert var for ung til at udfordre sin faster Mahaut og kræve sin faderlige arv. Det ville han komme til at gøre senere. Harme og intriger mellem Mahaut (nogle gange kaldet Mathilde) og Robert fandt sted i en periode med konflikt mellem Frankrig og England før Hundredårskrigen.

### Indflydelse
Robert spillede en vigtig rolle for at det lykkedes hans svoger Filip af Valois at arve tronen og var hans betroede rådgiver i nogen tid. Det var gennem denne indflydelse, at Filip 6. gav ham Grevskabet Beaumont-le-Roger fra i juni 1328 som kompensation for Mahaut havde arvet Artois. Ved Mahauts død i 1329 overgik Artois til hendes datter, Johanne 2., grevinde af Burgund. Efter et lignende eksempel med Grevskabet Flandern genåbnede Robert spørgsmålet om arven.

### Den forfalskede testamente
I 1329 frembragte Robert imidlertid 34 edsvorne vidneudsagn og et forfalsket testamente skabt af Jeanne de Divion, som attesterede hans fars vilje. Dette bedrag blev opdaget, og Robert mistede ethvert håb om at erhverve Artois. Forfalskeren Divion blev brændt på bålet. Efter at have undladt at reagere på en fjerde indkaldelse til at stå ret foran Filip, blev Robert dømt til eksil og ejendomskonfiskation af Filip 6. den 8. april 1332. For at undgå arrestation og henrettelse flygtede Robert i 1332 fra Frankrig og søgte tilflugt hos sin nevø, Johan 2., markis af Namur. Hans hustru og sønner Johan og Karl blev fængslet på Chateau Gaillard i Normandiet i 1334. Filip 6. bad derefter biskoppen af Liège om at angribe Namur. Robert flygtede igen til endnu en af sine nevøer, Johan 3., hertug af Brabant. Endnu en gang førte kong Filip 6.'s indflydelse til en krig mod Brabant og Robert blev igen forvist, denne gang til England.

### Tilflugt i England
Robert mødte Edvard 3. af England og opfordrede den engelske konge til at gå i krig for at generobre Kongeriget Frankrig. Mens han var i England, blev Robert medlem af kong Edvards royale råd og gav den engelske konge omfattende oplysninger om det franske hof. Mange samtidige krønikeskrivere fortæller, hvordan Roberts indflydelse direkte førte til Hundredårskrigens udbrud, især fordi kong Filip 6. nævnte kong Edvard 3.'s manglende vilje til at udvise Robert som årsagen til at konfiskere Hertugdømmet Aquitanien i maj 1337. I slutningen af 1340'erne cirkulerede en poetisk ed kaldet Voeux du héron (Hejrens løfte) i Frankrig og England, der skildrede Edvard 3.'s invasion af Frankrig som opfyldelsen af en ridderlig ed afgivet til Robert om at tage den franske trone som sin dynastiske ret.
Robert fulgte derefter kong Edvard 3. på hans felttog, herunder ledte han den anglo-flamske hær i Slaget ved Saint-Omer i 1340.

### Bretonsk arvefølgekrig
Robert bukkede endelig under for dysenteri efter at være blevet såret under tilbagetoget fra byen Vannes i november 1342, under Den bretonske arvefølgekrig. Han blev oprindeligt begravet i Blackfriars Church i London, dog er hans grav nu i St Paul's Cathedral.

## Familie
Omkring 1320 giftede Robert sig med Johanne, datter af Karl af Valois og hans anden hustru Katarina 1. af Courtenay. De havde følgende børn:
- Ludvig (1320–1326/29).
- Johan (1321–1387), greve af Eu.[13]
- Johanne (1323-1324).
- Jacques (ca. 1325–1347).[13]
- Robert (ca. 1326–1347). [13]
- Karl (1328–1385), greve af Pezenas.[13]

## I skønlitteraturen
Robert 3. af Artois er en hovedperson i De Usalige Konger en række franske historiske romaner af Maurice Druon, hvor mange af disse begivenheder genfortælles. Han blev spillet af Jean Piat i den franske tv-serie fra 1972 og af Philippe Torreton tv-serien fra 2005.